# Verein für Bewegungsspiele Stuttgart 1893 1991-1992
Questa voce raccoglie le informazioni riguardanti il Verein für Bewegungsspiele Stuttgart 1893 nelle competizioni ufficiali della stagione 1991-1992.

## Stagione
Nella stagione 1991-1992 lo Stoccarda, allenato da Christoph Daum, concluse il campionato vincendo il titolo per la quarta volta nella propria storia. Dopo una avvincente corsa a tre con Eintracht Francoforte e Borussia Dortmund, il tutto si decide all'ultima giornata con la sconfitta dell'Eintracht e con lo Stoccarda e il Borussia che terminano a pari punti in campionato, ma con gli svevi in vantaggio per differenza reti. In coppa di Germania il cammino dei Roten si concluse ai quarti di finale, dove furono eliminati dal Bayer Leverkusen per 1-0 nei tempi supplementari. Il cammino europeo ebbe termine al secondo turno per mano degli spagnoli dell'Osasuna che vinsero 3-2 al Neckarstadion, dopo che la partita d'andata in terra iberica si concluse a reti inviolate.

## Maglie e sponsor
|  | Casa |  | Trasferta |

## Rosa
| N. |                       | Ruolo | Calciatore          |
| -- | --------------------- | ----- | ------------------- |
| 6  | Germania (bandiera)   | D     | Guido Buchwald      |
| 7  | Germania (bandiera)   | C     | Andreas Buck        |
| 13 | Germania (bandiera)   | D     | Günther Schäfer     |
| 14 | Germania (bandiera)   | D     | Thomas Schneider    |
| 22 | Germania (bandiera)   | P     | Eberhard Trautner   |
| 25 | Jugoslavia (bandiera) | D     | Slobodan Dubajić    |
| 31 | Germania (bandiera)   | C     | Ludwig Kögl         |
|    | Germania (bandiera)   | P     | Siegfried Grüninger |
|    | Germania (bandiera)   | P     | Eike Immel          |
|    | Germania (bandiera)   | D     | Michael Frontzeck   |
|    | Germania (bandiera)   | D     | Jens Keller         |
|    | Germania (bandiera)   | D     | Harald Preuß        |
|    | Germania (bandiera)   | D     | Nils Schmäler       |

| N. |                       | Ruolo | Calciatore          |
| -- | --------------------- | ----- | ------------------- |
|    | Germania (bandiera)   | D     | Uwe Schneider       |
|    | Germania (bandiera)   | D     | Alexander Strehmel  |
|    | Islanda (bandiera)    | D     | Eyjólfur Sverrisson |
|    | Germania (bandiera)   | C     | Maurizio Gaudino    |
|    | Germania (bandiera)   | C     | Marc Kienle         |
|    | Germania (bandiera)   | C     | Jürgen Kramny       |
|    | Germania (bandiera)   | C     | Michael Mayer       |
|    | Germania (bandiera)   | C     | Matthias Sammer     |
|    | Jugoslavia (bandiera) | C     | Jovica Simanić      |
|    | Germania (bandiera)   | A     | Manfred Kastl       |
|    | Germania (bandiera)   | A     | Olaf Schmäler       |
|    | Germania (bandiera)   | A     | Fritz Walter        |

## Organigramma societario
Area tecnica
- Allenatore: Christoph Daum
- Allenatore in seconda: Roland Koch, Lorenz-Günther Köstner
- Preparatore dei portieri: Jochen Rücker
- Preparatori atletici: Gerhard Wörn

## Calciomercato

### Sessione estiva
| Acquisti | Acquisti                   | Acquisti           | Acquisti |
| R.       | Nome                       | da                 | Modalità |
| -------- | -------------------------- | ------------------ | -------- |
| D        | Slobodan Dubajić           | Proleter Zrenjanin |          |
| P        | Siegfried Grüninger        | Uerdingen 05       |          |
| C        | Michael Mayer (calciatore) | Stoccarda II       |          |
| D        | Harald Preuß               | Eintracht Haiger   |          |

| Cessioni | Cessioni         | Cessioni         | Cessioni |
| R.       | Nome             | a                | Modalità |
| -------- | ---------------- | ---------------- | -------- |
| C        | José Basualdo    | Racing Club      |          |
| C        | Jürgen Hartmann  | Amburgo          |          |
| C        | Axel Jüptner     | Uerdingen 05     |          |
| D        | Klaus Mirwald    | 1. FC Pforzheim  |          |
| C        | Manfred Schnalke | Waldhof Mannheim |          |

### Sessione invernale
| Acquisti | Acquisti       | Acquisti           | Acquisti |
| R.       | Nome           | da                 | Modalità |
| -------- | -------------- | ------------------ | -------- |
| C        | Jovica Simanić | Proleter Zrenjanin |          |

| Cessioni | Cessioni | Cessioni | Cessioni |
| R.       | Nome     | a        | Modalità |
| -------- | -------- | -------- | -------- |

## Risultati

### Bundesliga

#### Girone di andata
| Arbitro: | Wiesel |

|                    |           |  |
| Tönnies 29’ (rig.) | Marcatori |  |

| Arbitro: | Habermann |

|            |           |  |
| Walter 58’ | Marcatori |  |

| Arbitro: | Merk |

|          |           |              |
| Bode 49’ | Marcatori | 54’ Buchwald |

| Arbitro: | Führer |

|                                   |           |  |
| Sammer 25’ Walter 49’ Gaudino 84’ | Marcatori |  |

| Arbitro: | Ziller |

|  |           |                                      |
|  | Marcatori | 20’ Sammer 68’ Frontzeck 87’ Gaudino |

| Arbitro: | Fröhlich |

|            |           |  |
| Sammer 44’ | Marcatori |  |

| Arbitro: | Osmers |

|            |           |  |
| Zander 23’ | Marcatori |  |

| Arbitro: | Gläser |

|                                         |           |           |
| Walter 10’ (rig.), 28’, 34’ Schäfer 79’ | Marcatori | 13’ Bonan |

| Arbitro: | Föckler |

|            |           |            |
| Banach 40’ | Marcatori | 24’ Walter |

| Arbitro: | Dardenne |

|                                                |           |            |
| Dubajić 32’ Kastl 43’ Buchwald 59’ Gaudino 77’ | Marcatori | 15’ Funkel |

| Arbitro: | Weber |

|          |           |               |
| Spörl 4’ | Marcatori | 37’ Frontzeck |

| Arbitro: | Krug |

|             |           |                         |
| Gaudino 45’ | Marcatori | 60’ Andersen 80’ Yeboah |

| Arbitro: | Strampe |

|                                       |           |                                       |
| Eckstein 4’, 45’ Oechler 55’ Wück 84’ | Marcatori | 16’ Walter 64’ Buchwald 67’ Frontzeck |

| Arbitro: | Prengel |

|                                  |           |                                   |
| Gaudino 4’ Walter 9’ Dubajić 72’ | Marcatori | 23’ Berthold 79’ (rig.) Effenberg |

| Dortmund 26 ottobre 1991, ore 15:30 CET 15ª giornata | Borussia Dortmund | 0 – 0 referto | Stoccarda | Westfalenstadion (45 400 spett.)\| Arbitro: \| Berg \| |
| Arbitro:                                             | Berg              |               |           |                                                        |

| Arbitro: | Assenmacher |

|                                |           |                |
| Sammer 10’ Walter 63’ Buck 90’ | Marcatori | 40’ Novodomsky |

| Arbitro: | Dellwing |

|  |           |         |
|  | Marcatori | 3’ Fach |

| Arbitro: | Habermann |

|          |           |                                                |
| Fink 58’ | Marcatori | 9’ Buchwald 27’ (aut.) Langbein 36’ Sverrisson |

| Arbitro: | Schmidhuber |

|                 |           |  |
| Walter 75’, 88’ | Marcatori |  |

#### Girone di ritorno
| Arbitro: | Heynemann |

|                           |           |  |
| Sverrisson 8’ Gaudino 72’ | Marcatori |  |

| Karlsruhe 7 dicembre 1991, ore 15:30 CET 21ª giornata | Karlsruhe | 0 – 0 referto | Stoccarda | Wildparkstadion (18 000 spett.)\| Arbitro: \| Führer \| |
| Arbitro:                                              | Führer    |               |           |                                                         |

| Arbitro: | Aust |

|               |           |            |
| Frontzeck 76’ | Marcatori | 65’ Allofs |

| Arbitro: | Merk |

|                             |           |  |
| Schlotterbeck 27’ Spies 49’ | Marcatori |  |

| Arbitro: | Strampe |

|                          |           |            |
| Kögl 35’ Walter 49’, 75’ | Marcatori | 73’ Allofs |

| Arbitro: | Kasper |

|  |           |            |
|  | Marcatori | 73’ Sammer |

| Arbitro: | Löwer |

|                   |           |            |
| Müller 19’ (aut.) | Marcatori | 51’ Zander |

| Arbitro: | Föckler |

|  |           |                       |
|  | Marcatori | 82’ Walter 88’ Sammer |

| Arbitro: | Mierswa |

|                |           |  |
| Sverrisson 83’ | Marcatori |  |

| Kaiserslautern 21 marzo 1992, ore 15:30 CET 29ª giornata | Kaiserslautern | 0 – 0 referto | Stoccarda | Fritz-Walter-Stadion (38 500 spett.)\| Arbitro: \| Assenmacher \| |
| Arbitro:                                                 | Assenmacher    |               |           |                                                                   |

| Arbitro: | Stenzel |

|                                    |           |              |
| Walter 14’ (rig.), 58’ Gaudino 81’ | Marcatori | 20’, 85’ Eck |

| Arbitro: | Dellwing |

|            |           |           |
| Sippel 58’ | Marcatori | 45’ Kastl |

| Arbitro: | Krug |

|                 |           |  |
| Sammer 22’, 35’ | Marcatori |  |

| Arbitro: | Führer |

|               |           |  |
| Effenberg 44’ | Marcatori |  |

| Arbitro: | Harder |

|                                               |           |                        |
| Helmer 32’ (aut.) Walter 45’, 67’ Gaudino 90’ | Marcatori | 14’ Povlsen 84’ Helmer |

| Arbitro: | Schmidhuber |

|            |           |                               |
| Moutas 49’ | Marcatori | 77’, 90’ Walter 84’ Frontzeck |

| Arbitro: | Gläser |

|  |           |            |
|  | Marcatori | 10’ Walter |

| Arbitro: | Berg |

|            |           |          |
| Sammer 36’ | Marcatori | 40’ Bach |

| Arbitro: | Dellwing |

|                 |           |                                |
| Kree 20’ (rig.) | Marcatori | 43’ (rig.) Walter 86’ Buchwald |

### Coppa di Germania
| Arbitro: | Malbranc |

|            |           |                                                  |
| Bester 28’ | Marcatori | 4’, 75’ Walter 44’ Buchwald 50’ Kastl 63’ Sammer |

| Arbitro: | Brandt-Chollé |

|           |           |                                 |
| Reich 90’ | Marcatori | 7’ Walter 64’ Kastl 82’ Gaudino |

| Arbitro: | Leimert |

|            |           |                                         |
| Wernet 14’ | Marcatori | 5’, 39’, 41’, 74’ Walter 43’, 80’ Kastl |

| Arbitro: | Steinborn |

|                      |           |  |
| Buchwald 110’ (aut.) | Marcatori |  |

### Coppa UEFA
| Arbitro: | Przesmycki |

|                                         |           |           |
| Sammer 20’ Walter 32’, 39’ Buchwald 35’ | Marcatori | 90’ Balog |

| Arbitro: | Pezzella |

|                       |           |                        |
| Magyar 18’ Mörtel 84’ | Marcatori | 55’ Strehmel 75’ Mayer |

| Pamplona 23 ottobre 1991, ore CET Secondo turno | Osasuna  | 0 – 0 referto | Stoccarda | Stadio El Sadar (18 000 spett.)\| Arbitro: \| Courtney \| |
| Arbitro:                                        | Courtney |               |           |                                                           |

| Arbitro: | van der Ende |

|                             |           |                          |
| Buchwald 80’ Sverrisson 89’ | Marcatori | 8’, 47’ Urban 17’ Merino |

## Statistiche

### Statistiche di squadra
| Competizione      | Punti | In casa | In casa | In casa | In casa | In casa | In casa | In trasferta | In trasferta | In trasferta | In trasferta | In trasferta | In trasferta | Totale | Totale | Totale | Totale | Totale | Totale | DR  |
| Competizione      | Punti | G       | V       | N       | P       | Gf      | Gs      | G            | V            | N            | P            | Gf           | Gs           | G      | V      | N      | P      | Gf     | Gs     | DR  |
| ----------------- | ----- | ------- | ------- | ------- | ------- | ------- | ------- | ------------ | ------------ | ------------ | ------------ | ------------ | ------------ | ------ | ------ | ------ | ------ | ------ | ------ | --- |
| Bundesliga        | 52    | 19      | 14      | 3       | 2       | 40      | 16      | 19           | 7            | 7            | 5            | 22           | 16           | 38     | 21     | 10     | 7      | 62     | 32     | +30 |
| Coppa di Germania | -     | 0       | 0       | 0       | 0       | 0       | 0       | 4            | 3            | 0            | 1            | 14           | 4            | 4      | 3      | 0      | 1      | 14     | 4      | +10 |
| Coppa UEFA        | -     | 2       | 1       | 0       | 1       | 6       | 4       | 2            | 0            | 2            | 0            | 2            | 2            | 4      | 1      | 2      | 1      | 8      | 6      | +2  |
| Totale            | 52    | 21      | 15      | 3       | 3       | 46      | 20      | 25           | 10           | 9            | 6            | 38           | 22           | 46     | 25     | 12     | 9      | 84     | 42     | +42 |

### Andamento in campionato
| Giornata  | 1  | 2  | 3  | 4 | 5 | 6 | 7 | 8 | 9 | 10 | 11 | 12 | 13 | 14 | 15 | 16 | 17 | 18 | 19 | 20 | 21 | 22 | 23 | 24 | 25 | 26 | 27 | 28 | 29 | 30 | 31 | 32 | 33 | 34 | 35 | 36 | 37 | 38 |
| --------- | -- | -- | -- | - | - | - | - | - | - | -- | -- | -- | -- | -- | -- | -- | -- | -- | -- | -- | -- | -- | -- | -- | -- | -- | -- | -- | -- | -- | -- | -- | -- | -- | -- | -- | -- | -- |
| Luogo     | T  | C  | T  | C | T | C | T | C | T | C  | T  | C  | T  | C  | T  | C  | C  | T  | C  | C  | T  | C  | T  | C  | T  | C  | T  | C  | T  | C  | T  | C  | T  | C  | T  | T  | C  | T  |
| Risultato | P  | V  | N  | V | V | V | P | V | N | V  | N  | P  | P  | V  | N  | V  | P  | V  | V  | V  | N  | N  | P  | V  | V  | N  | V  | V  | N  | V  | N  | V  | P  | V  | V  | V  | N  | V  |
| Posizione | 16 | 11 | 12 | 6 | 3 | 3 | 3 | 2 | 2 | 1  | 2  | 3  | 4  | 2  | 3  | 2  | 3  | 2  | 2  | 2  | 3  | 3  | 4  | 4  | 2  | 3  | 3  | 3  | 3  | 3  | 2  | 1  | 3  | 2  | 2  | 2  | 2  | 1  |

Legenda:

Luogo: C = Casa; T = Trasferta. Risultato: V = Vittoria; N = Pareggio; P = Sconfitta.

### Statistiche dei giocatori
!! colspan="4" | Totale

| Giocatore     | Bundesliga | Bundesliga | Bundesliga  | Bundesliga | Coppa di Germania | Coppa di Germania | Coppa di Germania | Coppa di Germania | Coppa UEFA G. Buchwald | Coppa UEFA G. Buchwald | Coppa UEFA G. Buchwald | Coppa UEFA G. Buchwald | 37       | 5    | 6           | 0          | 4 | 1 | 1 | 0 | 4 | 2 | 1 | 0 | 45 | 8 | 8 | 0 |
| Giocatore     | Presenze   | Reti       | Ammonizioni | Espulsioni | Presenze          | Reti              | Ammonizioni       | Espulsioni        | Presenze               | Reti                   | Ammonizioni            | Espulsioni             | Presenze | Reti | Ammonizioni | Espulsioni |   |   |   |   |   |   |   |   |    |   |   |   |
| A. Buck       | 30         | 1          | 2           | 0          | 3                 | 0                 | 0                 | 0                 | 3                      | 0                      | 0                      | 0                      | 36       | 1    | 2           | 0          |   |   |   |   |   |   |   |   |    |   |   |   |
| S. Dubajić    | 38         | 2          | 7           | 0          | 4                 | 0                 | 1                 | 0                 | 4                      | 0                      | 0                      | 0                      | 46       | 2    | 8           | 0          |   |   |   |   |   |   |   |   |    |   |   |   |
| M. Frontzeck  | 38         | 5          | 6           | 0          | 4                 | 0                 | 1                 | 0                 | 4                      | 0                      | 0                      | 0                      | 46       | 5    | 7           | 0          |   |   |   |   |   |   |   |   |    |   |   |   |
| M. Gaudino    | 38         | 8          | 5           | 0          | 4                 | 1                 | 1                 | 0                 | 4                      | 0                      | 0                      | 0                      | 46       | 9    | 6           | 0          |   |   |   |   |   |   |   |   |    |   |   |   |
| S. Grüninger  | 0          | 0          | 0           | 0          | 0                 | 0                 | 0                 | 0                 | 0                      | 0                      | 0                      | 0                      | 0        | 0    | 0           | 0          |   |   |   |   |   |   |   |   |    |   |   |   |
| E. Immel      | 38         | 0          | 3           | 0          | 4                 | 0                 | 0                 | 0                 | 4                      | 0                      | 0                      | 0                      | 46       | 0    | 3           | 0          |   |   |   |   |   |   |   |   |    |   |   |   |
| M. Kastl      | 24         | 2          | 1           | 0          | 4                 | 4                 | 0                 | 0                 | 4                      | 0                      | 0                      | 0                      | 32       | 6    | 1           | 0          |   |   |   |   |   |   |   |   |    |   |   |   |
| J. Keller     | 0          | 0          | 0           | 0          | 0                 | 0                 | 0                 | 0                 | 0                      | 0                      | 0                      | 0                      | 0        | 0    | 0           | 0          |   |   |   |   |   |   |   |   |    |   |   |   |
| M. Kienle     | 10         | 0          | 0           | 0          | 2                 | 0                 | 0                 | 0                 | 1                      | 0                      | 0                      | 0                      | 13       | 0    | 0           | 0          |   |   |   |   |   |   |   |   |    |   |   |   |
| J. Kramny     | 10         | 0          | 2           | 0          | 3                 | 0                 | 0                 | 0                 | 2                      | 0                      | 0                      | 0                      | 15       | 0    | 2           | 0          |   |   |   |   |   |   |   |   |    |   |   |   |
| L. Kögl       | 16         | 1          | 0           | 0          | 0                 | 0                 | 0                 | 0                 | 0                      | 0                      | 0                      | 0                      | 16       | 1    | 0           | 0          |   |   |   |   |   |   |   |   |    |   |   |   |
| M. Mayer      | 1          | 0          | 0           | 0          | 0                 | 0                 | 0                 | 0                 | 1                      | 1                      | 0                      | 0                      | 2        | 1    | 0           | 0          |   |   |   |   |   |   |   |   |    |   |   |   |
| H. Preuß      | 0          | 0          | 0           | 0          | 0                 | 0                 | 0                 | 0                 | 0                      | 0                      | 0                      | 0                      | 0        | 0    | 0           | 0          |   |   |   |   |   |   |   |   |    |   |   |   |
| M. Sammer     | 33         | 9          | 9           | 2          | 3                 | 1                 | 1                 | 0                 | 3                      | 1                      | 0                      | 0                      | 39       | 11   | 10          | 2          |   |   |   |   |   |   |   |   |    |   |   |   |
| N. Schmäler   | 6          | 0          | 1           | 0          | 0                 | 0                 | 0                 | 0                 | 0                      | 0                      | 0                      | 0                      | 6        | 0    | 1           | 0          |   |   |   |   |   |   |   |   |    |   |   |   |
| O. Schmäler   | 0          | 0          | 0           | 0          | 0                 | 0                 | 0                 | 0                 | 1                      | 0                      | 0                      | 0                      | 1        | 0    | 0           | 0          |   |   |   |   |   |   |   |   |    |   |   |   |
| T. Schneider  | 2          | 0          | 0           | 0          | 4                 | 0                 | 0                 | 0                 | 0                      | 0                      | 0                      | 0                      | 6        | 0    | 0           | 0          |   |   |   |   |   |   |   |   |    |   |   |   |
| U. Schneider  | 33         | 0          | 2           | 0          | 0                 | 0                 | 0                 | 0                 | 3                      | 0                      | 0                      | 0                      | 36       | 0    | 2           | 0          |   |   |   |   |   |   |   |   |    |   |   |   |
| G. Schäfer    | 28         | 1          | 5           | 2          | 4                 | 0                 | 0                 | 0                 | 4                      | 0                      | 0                      | 0                      | 36       | 1    | 5           | 2          |   |   |   |   |   |   |   |   |    |   |   |   |
| J. Simanić    | 0          | 0          | 0           | 0          | 0                 | 0                 | 0                 | 0                 | 0                      | 0                      | 0                      | 0                      | 0        | 0    | 0           | 0          |   |   |   |   |   |   |   |   |    |   |   |   |
| A. Strehmel   | 25         | 0          | 3           | 0          | 4                 | 0                 | 1                 | 0                 | 2                      | 1                      | 0                      | 0                      | 31       | 1    | 4           | 0          |   |   |   |   |   |   |   |   |    |   |   |   |
| E. Sverrisson | 31         | 3          | 7           | 0          | 1                 | 0                 | 0                 | 0                 | 2                      | 1                      | 0                      | 0                      | 34       | 4    | 7           | 0          |   |   |   |   |   |   |   |   |    |   |   |   |
| E. Trautner   | 0          | 0          | 0           | 0          | 0                 | 0                 | 0                 | 0                 | 0                      | 0                      | 0                      | 0                      | 0        | 0    | 0           | 0          |   |   |   |   |   |   |   |   |    |   |   |   |
| F. Walter     | 38         | 22         | 3           | 0          | 4                 | 7                 | 0                 | 0                 | 3                      | 2                      | 0                      | 0                      | 45       | 31   | 3           | 0          |   |   |   |   |   |   |   |   |    |   |   |   |